# Djupgöl (Virserums socken, Småland)
Djupgöl är en sjö i Hultsfreds kommun i Småland och ingår i Emåns huvudavrinningsområde.